# Lita Grey
Lita Grey, född Lillita Louise MacMurray den 15 april 1908 i Hollywood, Los Angeles, Kalifornien, död 29 december 1995 i Los Angeles, Kalifornien, var en amerikansk skådespelare. Hon var gift med Charlie Chaplin.
Grey började arbeta som hjälpreda åt Charlie Chaplin när hon var 12 år. Hon hade små roller i några av hans filmer. Grey och Chaplin inledde en relation när hon var 16 år och han 35. Hon blev hon gravid och paret gifte sig i november 1924 i Mexiko för att undvika skandal eftersom Grey var minderårig. De fick två söner Charles Spencer Jr (1925-1968) och Sydney Earle Chaplin. Äktenskapet blev stormigt och de skilde sig i augusti 1927. Skilsmässan fick stor medial uppmärksamhet. Grey gifte senare om sig tre gånger varav alla äktenskap slutade i skilsmässa. Under 1930- och 40-talen bodde hon en tid i Storbritannien och sedan i New York där hon arbetade som sångerska. Mot slutet av sitt liv arbetade hon som kontorist vid Robinson's Department Store i Beverly Hills.
Lita Grey gav ut två självbiografier; My Life with Chaplin (1966) och Wife of the Life of the Party (1998).

## Filmografi (urval)
- 1921 – Chaplins pojke
- 1921 – The Idle Class
- 1925 – Guldfeber
- 1933 – Seasoned Greetings
- 1949 – The Devil's Sleep